# Tampa
Tampa è una città degli Stati Uniti posta sulla Costa del Golfo della Florida, capoluogo della contea di Hillsborough. 
Con i suoi 384 959 di abitanti, è la terza città più abitata della Florida dopo Jacksonville e Miami, ed è il cuore della Tampa Bay Area, la seconda area metropolitana dello stato dopo quella di Miami, con oltre 4 milioni di abitanti.

## Storia
La parola Tampa era utilizzata dai nativi per riferirsi alla regione quando i primi esploratori europei vi giunsero. Il suo significato è stato dimenticato, sebbene si pensi che significhi "bastoni di fuoco" nel linguaggio dei Calusa, una popolazione pellerossa.
Il nome appare per la prima volta nel "Memoriale" di Hernando de Escalante Fontaneda (1575) che rimase 17 anni prigioniero dei Calusa. Egli chiama la zona "Tanpa" e la descrive come un importante villaggio dei Calusa.
Il conquistador spagnolo Pánfilo de Narváez fu il primo europeo ad aver esplorato la zona di Tampa, l'8 aprile 1528. Un anno dopo vi giunse Hernando de Soto, con l'intento di salvare l'unico superstite della spedizione di de Narváez. Venne condotta una trattativa di pace con gli indiani locali e venne costruito un avamposto che però fu ben presto abbandonato dopo che divenne chiaro che non vi era oro nella zona e che gli indiani non erano interessati alla conversione al Cattolicesimo.
Quando l'Inghilterra acquistò la Florida nel 1763, la baia fu chiamata Hillsborough Bay, dal nome di Lord Hillsborough, Segretario di Stato per le Colonie.
Nel 1821 la Spagna (che aveva riottenuto il controllo della Florida nel 1784) cedette la regione agli Stati Uniti con il Trattato Adams-Onís.
Nel tentativo di aumentare il controllo sulla Florida meridionale, nel 1823 venne stabilito dai colonnelli George Mercer Brooke e James Gadsden un avamposto militare (l'accantonamento Brooke) in quello che ora è il centro della città. Nel 1824 esso venne rinominato Fort Brooke ed ebbe vitale importanza durante le guerre Seminole.
Il villaggio di Tampa iniziò a crescere attorno al forte che fu demilitarizzato nel 1883; di esso, l'unica traccia che rimane oggi sono due cannoni presso il campus dell'Università di Tampa.
Il primo censimento della città avvenne nel 1850 quando i residenti di Tampa-Fort Brooke erano 974.
Durante la Guerra di secessione americana le truppe Confederate occuparono Fort Brooke e dichiararono la legge marziale a Tampa; nel 1862, durante la Battaglia di Tampa, una cannoniera Unionista bombardò la città Le truppe dell'Unione presero Fort Brooke nel maggio del 1864.

## Geografia fisica

### Territorio

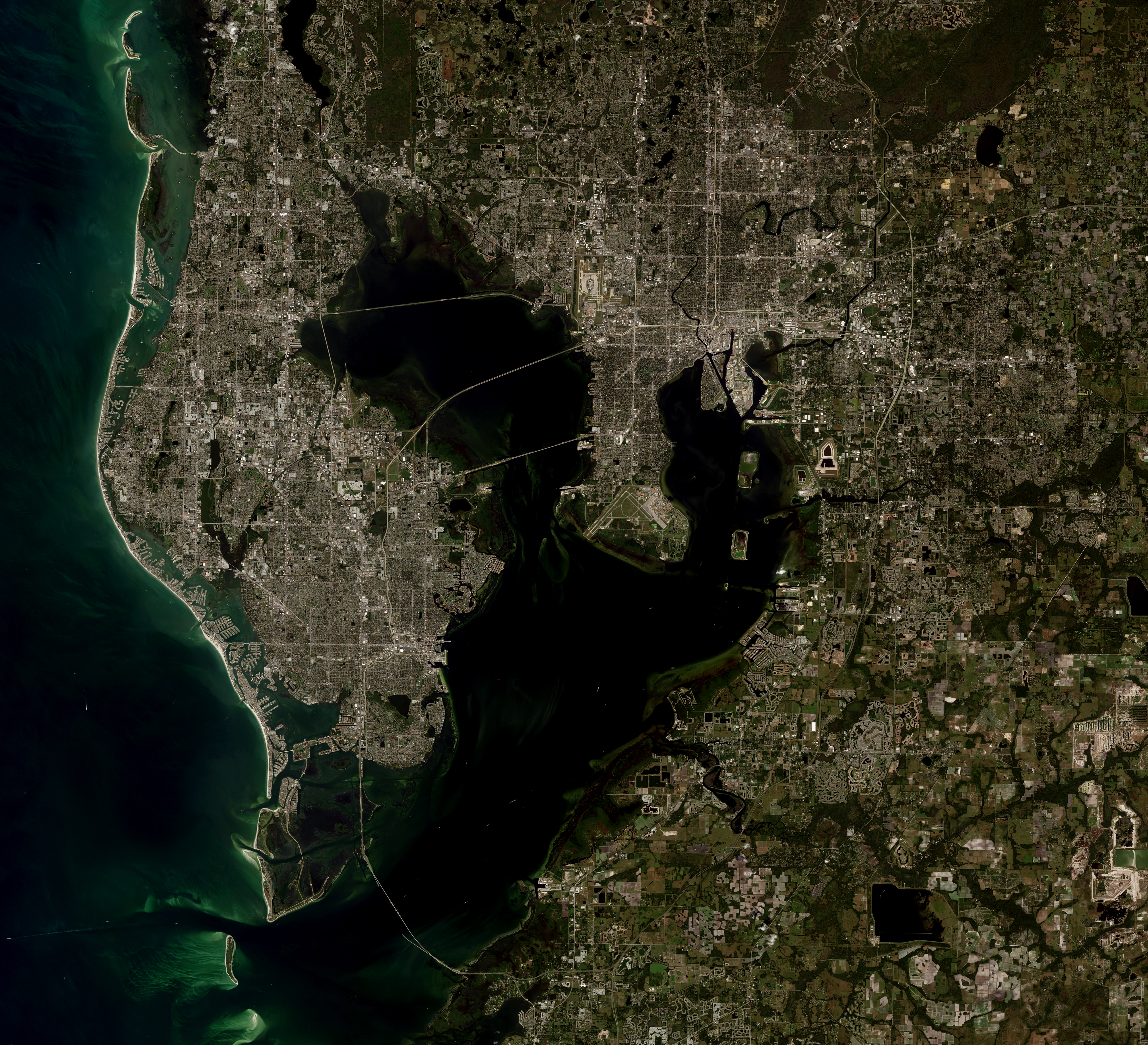
Immagine satellitare di Tampa

Tampa è posta sulla costa occidentale della Florida e si sviluppa lungo le sponde di due baie: la Baia di Old Tampa e la Baia di Hillsborough. Queste due baie formano nel loro complesso la Baia di Tampa che, a sua volta, sfocia nel Golfo del Messico.
La città è inoltre attraversata dal fiume Hillsborough.
Secondo lo U.S. Census Bureau, Tampa ha una superficie totale di 441,9 km², di cui 151,6 km² (ovvero il 31,31%) coperti da acqua.

### Clima
Il clima di Tampa è subtropicale, con temperature massime che si collocano, nell'arco dell'anno, fra i 18 e i 35 °C; raramente le temperature raggiungono gli 0 °C. La temperatura massima mai registrata in città, il 5 giugno 1985 è stata di 37 °C.
Durante la stagione estiva, caratterizzata dall'alta umidità e che coincide con la stagione più piovosa, sono frequenti i temporali accompagnati da fulmini e, a volte, da grandinate. Anche per questo la città è nota come la Capitale statunitense dei fulmini (il Ruanda detiene il titolo mondiale).
Infine bisogna ricordare che Tampa, come il resto della Florida, è soggetta alla stagione degli uragani atlantici che va da inizio giugno a fine novembre. Sono però passati più di 70 anni da quando Tampa è stata colpita direttamente da uno di essi, sebbene nel 2004 i resti dell'Uragano Jane hanno attraversato la regione ed hanno toccato la città.

## Economia
Come gran parte della Florida, l'economia di Tampa è legata in gran parte ai servizi e al turismo.
Il porto di Tampa è per grandezza il settimo porto degli Stati Uniti e il primo della Florida per tonnellaggio: all'incirca metà del traffico marittimo dello stato è gestito da esso.

## Cultura

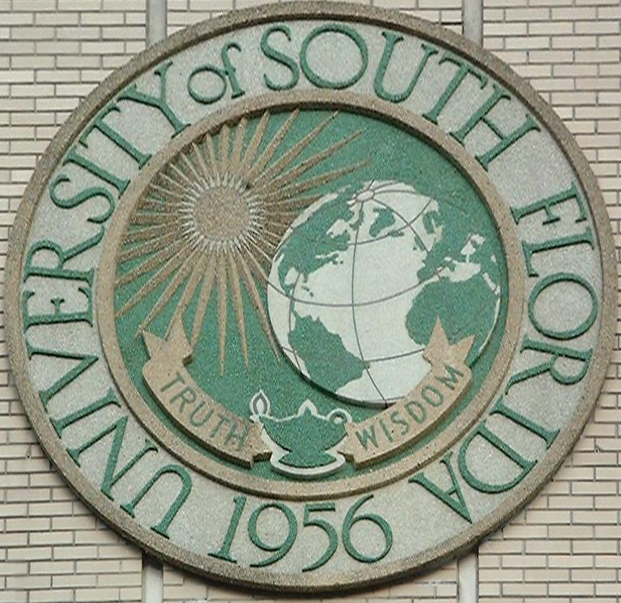
Simbolo della University of South Florida

### Università
- Florida Metropolitan University (FMU)
- Hillsborough Community College
- Southwest Florida College
- Stetson University Law School
- Strayer University
- University of South Florida (USF)
- University of Tampa (UT)
- Florida College of Temple Terrace (FC)

## Musica
Tampa è stata luogo della nascita di diverse band Death metal, una forma estrema di musica Heavy metal che si è evoluta dal Thrash metal alla metà degli anni' 80. Alcuni tra i pionieri del genere e figure di riferimento del genere hanno avuto sede all'interno e nelle vicinanze della città. I principali tra questi sono Deicide, Six Feet Under, Obituary, Death e Morbid Angel. La scena di Tampa è cresciuta con la nascita del Morrisound Recording che si è imposto come destinazione internazionale di registrazione di diverse band metal.
anche la band di rock cristiano Underoath ha sede a Tampa.

## Infrastrutture e trasporti
La città è servita dall'Aeroporto Internazionale di Tampa e possiede una linea tranviaria. Al 601 North Nebraska Avenue (SR 45) si trova la stazione ferroviaria.

## Sport
| Club                                         | Sport                        | League                                            | Stadio                            |
| -------------------------------------------- | ---------------------------- | ------------------------------------------------- | --------------------------------- |
| Tampa Bay Buccaneers                         | Football americano           | National Football League (NFL) - NFC              | Raymond James Stadium             |
| Tampa Bay Lightning                          | Hockey su ghiaccio           | National Hockey League (NHL) - Eastern Conference | St. Pete Times Forum              |
| Tampa Bay Rays                               | Baseball                     | Major League Baseball - American League           | Tropicana Field, Saint Petersburg |
| Tampa Bay Storm                              | Arena Football               | Arena Football League (AFL)                       | St. Pete Times Forum              |
| Tampa Bay Strong Dogs                        | Pallacanestro                | American Basketball Association (ABA)             | TBA                               |
| Tampa Breeze                                 | Football americano femminile | Lingerie Football League (LFL)                    | St. Pete Times Forum              |
| University of South Florida Bulls Football   | Football americano           | NCAA - American Athletic Conference               | Raymond James Stadium             |
| University of South Florida Bulls Basketball | Pallacanestro                | NCAA - American Athletic Conference               | USF Sun Dome                      |

## Amministrazione

### Gemellaggi
Tampa è gemellata con:
- Agrigento
- Barranquilla
- Córdoba
- Granada
- Le Havre
- Oviedo, dal 2011[5]
- Smirne